# WiMedia Alliance
La WiMedia Alliance è una associazione aperta e senza fini di lucro, composta da aziende operanti nei settori dell'elettronica, informatica e telecomunicazioni, avente lo scopo di promuovere e sviluppare la rapida adozione, la regolamentazione, la standardizzazione e l'interoperabilità di apparecchiature basate sulla tecnologia ultra wide band (UWB) a livello mondiale.
La WiMedia Alliance sviluppa, gestisce, arricchisce e fa riferimento a precise specifiche tecniche, che includono:
- la definizione del livello fisico e del livello MAC;
- un'architettura convergente, che preveda la coesistenza e l'equità (fairness), per il supporto di molteplici applicazioni, come ad esempio Wireless USB, Wireless 1394, Bluetooth, IP;
- un livello di adattamento di protocollo (adaptation layer) per il protocollo IP (Internet Protocol);
- profili per applicazioni basate sul protocollo IP.

La WiMedia Alliance ed il MultiBand OFDM Alliance Special Interest Group (MBOA-SIG) 
si sono fusi in una singola organizzazione nel 2005, operante sotto il nome di 
WiMedia Alliance.